# Стритфилд, Ноэль
Ноэль Стритфилд (англ. Noel Streatfeild; 24 декабря 1895, Frant, Восточный Суссекс — 11 сентября 1986, Большой Лондон или Лондон) — английская писательница, наиболее известная своими произведениями для детей.
Ноэль родилась в Суссексе, была вторым из пяти детей в семье Уильяма Стритфилда, позже викария Льюса. Свою жизнь она описала в трёх полубиографических романах: A Vicarage Family, Away from the Vicarage и Beyond the Vicarage. В юности Ноэль играла в театре, что нашло отражение во многих её книгах.

## Титулы и награды
Медаль Карнеги (1939) за книгу «Цирковые туфельки». В 1983 году Ноэль Стритфилд награждена Орденом Британской империи (Officer of the Order of the British Empire).

## Экранизации
- Тётя Клара (1954)
- Балетные туфельки (1975)
- Балетные туфельки (2007)

## Премии
Лауреат 1938 г. — Медаль Карнеги (произведение — Цирковые туфельки)